# Факультет сельского хозяйства и лесоводства Хельсинкского университета
Факультет сельского хозяйства и лесоводства Хельсинкского университета является одним из 11 факультетов Хельсинкского университета.
Факультет расположен на территории кампуса Вийкки вместе с факультетом биологических и экологических наук, фармацевтическим факультетом и факультетом ветеринарной медицины . Основные научные дисциплины факультета — это пищевые науки, сельскохозяйственные науки, лесные науки, экономика и науки об окружающей среде.
В 2007 году на факультете обучались более 3000 студентов по 16 прикладным предметам и 18 специальностям. Это пятый по величине факультет Хельсинкского университета.
Ритва Тойвонен — декан факультета.

## История
В 1896 году было принято решение о переводе высшего сельскохозяйственного образования из сельскохозяйственного колледжа Таммела Мустиала в Императорский Александровский университет, ныне Хельсинкский университет. Тогда же в физико-математическом департаменте философского факультета были открыты должности профессоров по экономике сельского хозяйства и агрохимии и физике.
В 1902 году был основан сельскохозяйственно-экономический факультет, на который в 1907 году было переведено преподавание агрономии, а с 1908 года здесь также начались исследования и преподавание лесного хозяйства.
В 1924 году факультет сельского хозяйства и экономики был отделен от факультета философии, и начал работу как независимый факультет сельского хозяйства и лесоводства.
Вначале обучение сельскому хозяйству и лесоводству проходило в различных временных помещениях в центре города, а экспериментальное земледелие практиковалось на экспериментальной ферме Йокиниеми в сельской местности Хельсинки . Metsätalo был построен в центре Хельсинки в 1939 году, куда переехали преподаватели лесоведения факультета и Центр исследований леса.
Государственная ферма Виикки Латокартано была передана Хельсинкскому университету в 1931 году в качестве нового испытательного центра.
Хозяйственный центр учебно-экспериментальной фермы был основан на лесном острове к юго-востоку от главного здания фермы, а новые постройки были построены в 1934—1939 и 1946—1956 годах.
В 1949 году было принято решение о строительстве университетского городка к северу от учебно-экспериментальной зоны.
В 1950-х и 1960-х годах в Вийкки выросли первые здания факультетов для сельскохозяйственных, пищевых, бытовых и экологических наук. С тех пор на территории кампуса постоянно строились новые объекты, например большие исследовательские теплицы, информационный центр / библиотека и новые помещения для науки о продуктах питания вместе с факультетом ветеринарной медицины.
Ферма поместья Суития в Сиунтио также используется факультетом с 1975 года.
С 1996 года научно- исследовательская станция Муддусъярви в Инари была административно связана с учебно-исследовательским центром Вийкки и с Департаментом сельскохозяйственных наук 2010 года.

## Учреждения
По состоянию на 1 января 2010 года на факультете четыре кафедры. Предыдущие учреждения указаны в скобках:
- Кафедра пищевых продуктов и наук об окружающей среде (Кафедры пищевых технологий и прикладной химии и микробиологии)
- Кафедра сельскохозяйственных наук (Кафедры агротехнологии, зоотехники и прикладной биологии)
- Департамент лесных наук (Департамент экологии леса, экономики леса и использования лесных ресурсов)
- факультет экономики